# Tekmessa (Tochter des Teleutas)
Tekmessa (altgriechisch Τέκμησσα Tékmēssa) ist in der griechischen Mythologie die Tochter des phrygischen Königs Teleutas, der bei Dictys Cretensis Teuthras genannt wird.
Aias nahm sie als Kriegsbeute mit sich, laut Dictys, nachdem er ihren Vater getötet hatte. Er verliebte sich später in sie und behandelte sie als seine Gattin. Eine Heirat kam wegen ihres Sklavenstatus nicht in Frage. Ihr gemeinsamer Sohn hieß Eurysakes. Dessen Erziehung legte Aias vor seinem Selbstmord in die Hände seines Halbbruders Teukros. Über Tekmessas späteres Schicksal schweigt die Überlieferung. In seiner Tragödie Aias schildert Sophokles sie als treue Gefährtin des Aias.
Tekmessa:
Gebieter Aias!

Kein größeres Übel gibt es für den Menschen

Als über ihn verhängten Zwang. – Ich war

Geboren als die Tochter eines freien Mannes,

Mächtig im Reichtum wie nur einer in dem Volk der Phryger.

Jetzt bin ich Sklavin. Denn so hat es wohl

Den Göttern gefallen und vor allem deiner Hand.
Sophokles, Aias (Übersetzung: Wolfgang Schadewaldt)